# Герсбрук
Герсбрук (нім. Hersbruck) — місто в Німеччині, розташоване в землі Баварія. Підпорядковується адміністративному округу Середня Франконія. Входить до складу району Нюрнбергер-Ланд.
Площа — 22,91 км2. Населення становить 12 459 ос. (станом на 31 грудня 2020).